# Sito Wijngaarden
Sito Wijngaarden (Sint Jacobiparochie, 1979) is dichter.
Hij publiceerde in de literaire tijdschriften Hjir, Farsk en de Moanne en verschillende bloemlezingen als: Droom in blauwe regenjas, Het goud op de weg en de tweede editie van de Spiegel van de Friese poëzie. 
Wijngaarden zat in de redactie van het tijdschrift Hjir en het internettijdschrift Doar. Van 2009 tot 2020 was hij eindredacteur van cultureel en opinietijdschrift ‘de Moanne’. In 2003 won Wijngaarden de Rely Jorritsmapriis voor zijn gedicht Lânskip hjerst.

## Prijzen
- 2003 : Rely Jorritsmapriis voor het gedicht Lânskip hjerst.

- Digitale Bibliotheek voor de Nederlandse Letteren: wijn104
- International Standard Name Identifier: 0000 0003 9513 1195
- Nederlandse Thesaurus van Auteursnamen: 292185936
- Virtual International Authority File: 289825933
- WorldCat: E39PBJxcVyHQGjVkGHt7BTXWXd